# CDログロニェス
CDログロニェス(Club Deportivo Logroñes)は、スペイン・ラ・リオハ州ログローニョを本拠地としていたサッカークラブチーム。2009年に財政難のため解散した。
1940年創立。プリメーラ・ディビシオン(1部)で9季、セグンダ・ディビシオン(2部)で18季、セグンダ・ディビシオンB(3部)で11季、テルセーラ・ディビシオン(4部)で30季を過ごした。1989-1990シーズンにプリメーラ・ディビシオンで7位になったのが最高位である。

## 概要
スペイン内線末期の1935年に解散したクルブ・デポルティーボ・ログローニョの後継として、1940年5月30日にクルブ・デポルティーボ・ログロニェスは誕生した。初期の10年間はテルセーラ・ディビシオンに所属し、1950年にはセグンダ・ディビシオンに昇格。さらに1952年にはプリメーラ・ディビシオンに昇格した。だがすぐに降格してしまうと、以来ログロニェスは35年間の長きにわたりスペイン最高峰のカテゴリーに姿を現すことは無かった。
1987年に久々にプリメーラ昇格を果たしたログロニェスは、1部の座を8シーズン守り続け、1990年にはクラブ史上最高の7位でシーズンを終えた。1995年には降格してしまうが、セグンダでは素晴らしい戦いを見せわずか1年でプリメーラに復帰した。翌1996-97シーズンはCDログロニェスにとってプリメーラでの最後のシーズンであった。それから次第に財政的問題が顔をのぞかせるようになり、8年間で4つもカテゴリーを下げるほど降格を続けた。選手への給与未払いも発生し、債務超過の為ついにテルセーラ・ディビシオンから除名処分を受けた。

## 歴史

### 前史・CDログローニョ
CDログロニェスの前身は1924年に設立されたCDログローニョである。ログローニョの地元の名士、ドン・ヴィセンテ・サイス・マルコ氏は英国を訪れた際に初めてサッカーを観戦し、自分の街にクラブを作ろうという発想を得た。1925-26シーズンにはセリエCで優勝しセリエBに昇格。1927-28シーズンにセリエAギプスコアに昇格し、ここで1928-29シーズンに準優勝を果たした。
1928-29シーズン、1931年、1934年にはカンペオナート・デ・エスパーニャで戦い1930-31シーズンにはアスレティック・ビルバオとの準決勝まで到達。だが本拠地ラス・ガウナスで0-6、敵地サン・マメスで3-6と大敗した 。1934-35シーズンにはセグンダ・ディビシオンに戦いの場を移したが、ほどなくして経営難に陥り1935年にクラブはあっけなく倒産した。

### 1940-50 新生クラブ誕生とコパ・ギプスコアでの成功
スペイン内戦後の1940年6月に新クラブ、CDログロニェスが誕生。ギプスコア・サッカー連盟に登録された。初期の数年間は地域リーグで戦い好成績を収め、テルセーラ・ディビシオンへと昇格した。1942-43シーズンにはコパ・デ・ギプスコアに優勝している。1943-44シーズンにはテルセーラでグループ1位となるが、セグンダ昇格をかけたプレーオフで敗退した。1944-45シーズンにはコパ・デ・ギプスコアで再び優勝。その後、ログロニェスは1946年から1949年まで毎年プレーオフに進出するが、1949-50シーズンにようやく昇格を果たすまで敗退を喫し続けた。

### 1950－57 昇格争いから経営危機・テルセーラ陥落へ
セグンダでの最初のシーズンとなった1950-51シーズンを経て、クラブは昇格2年目の1951-52シーズンに早くもプリメーラへの昇格のチャンスをつかんだ。レギュラーシーズンを2位で終え、メスタージャ、スポルティング・デ・ヒホン、サンタンデール、フェロル・イ・アルコジャーノとの昇格プレーオフに進出するが、5位に終わり昇格はならなかった。1952-53シーズンからログロニェスは、レアル・バリャドリードの二軍扱いの「支部クラブ」となる事にいったんは合意したが、その後バリャドリード側が当初の協約を満たしていないとして、ログロニェスが提携関係を一方的に打ち切った。その後1953-54シーズンから旧クラブ同様に経営危機が再三取り沙汰されるようになり、成績も悪化。1956-57シーズン終了後にテルセーラへと降格した。

### 1957-1978 存続危機と昇降格
テルセーラ降格はクラブにとって大きな奈落への転落であった。1959年には昇格プレーオフに進出するも、アミスタ・デ・サラゴサに負けて敗退。その一方では財政難が限界近くまで進行しており、1961-62シーズンにはアルベルト・パストル会長がクラブの保有資産を抵当に出さなくてはならなくなった。ファンのみならず街の大多数の住民がこのSOSを感じ取り、「チャタラ作戦」と呼ばれた活動で多くの家具・調度品・骨董品が集められた。これらを売却して得られた緊急資金は、地元のクラブが再度の消滅を免れるのに役立った。
危機を乗り切ったクラブは再び昇格に向けての戦いを始めた。だが何度挑んでもセグンダ昇格に手が届かないシーズンが続く。ようやく1965-66シーズンにグループ1位でプレーオフに進出、昇格プレーオフでヘレス・インドゥストリアルを破りセグンダ復帰を決めた。だが残念なことに翌シーズンは1年で3回監督交代をするほどの不振を極め、ログロニェスは1年でテルセーラに降格してしまった。今回もセグンダへ戻るのにさらに3年間を要した。1969-70シーズンはレギュラーシーズン総計120得点で優勝という爆発的攻撃力でプレーオフへ進出。エルクレスCFとのプレーオフは、中立地エスタディオ・サンティアゴ・ベルナベウでの第3戦までもつれこむ死闘となったが、これを3-1で制し昇格を決めた。
セグンダ復帰後の3シーズンは安定して好成績を挙げ、勢いを駆ってプリメーラ昇格を争うかとも思われたが、1972-73シーズンにはまたしてもテルセーラ降格という失態を犯す。負債は2200万ペセタという信じがたい額まで膨れ上がり、再びクラブ消滅の危機が噂されるがラサロ・カラサ会長が何とかこれを完済。チームも1977-78年には新設の3部相当リーグ、セグンダBに昇格した。

### 1978-87 安定と飛躍の時代
セグンダBで6シーズンを過ごしたログロニェスは、1983-84シーズンに最終節でオサスナ・プロメサスをピタの終了間際の決勝点で下し2-1で勝利、セグンダA昇格を果たす。2年間かけて2部定着を図ったクラブは、「1部昇格を本気で視野に入れて」1986-87シーズンに臨んだ。ホアキン・ネグルエラ会長みずから語ったこの野望は実現した。レギュラーシーズンをバレンシアCF、デポルティーボ・ラ・コルーニャに続く3位という好位置で突破し、プレーオフではバレンシア、ウエルバ、エルチェ、ビルバオ・アスレティック、エルクレスと同居する。そして6月14日、ログロニェスは本拠地ラス・ガウナスで、既に昇格を決めているバレンシア相手にノリーの得点で1-0と勝利、会場のすべてのファンたちと共に35年ぶりのプリメーラ昇格を喜んだ。

### 1987-1996 熱狂の黄金期
この時代は疑いなくCDログロニェスの歴史上最高の黄金期であった。スペイン最高峰のカテゴリーに上がって初期の2シーズンは当然苦しんだが、ファンは精力的にクラブを支え続けソシオの数も1万人を突破した。1989-90シーズンはUEFAカップ出場権獲得まであと一歩まで迫る、7位という素晴らしい成績を残し、さらに続く数年間も1部に残留し続けた。だが1994-95シーズンはログロニェスにとって勝ち点わずか13・最下位で降格という不本意なものとなった。マルコス・エグイサバル会長は自身が会長に就任した1988年と同じく、クラブをプリメーラへ昇格させることを誓った。ファンデ・ラモス新監督を迎えて始まった1995-96シーズンはまさに会長の約束通り1年でのプリメーラ復帰を実現させた素晴らしいシーズンとなった。1996年5月19日、敵地でのCDトレドとの試合をマネル、シメオンの得点で1-2とものにして昇格を確定。ラ・リオハ州からクラブが手配した25台もの高速バスや、各々の自家用車などで応援に駆け付けた約3,000人のファンは、フィールドになだれ込んで選手達と喜びを分かち合った。

### 1996-2004 急転落と慢性化する経営危機
エギサバル会長は事前から約束していた通り、昇格という結果を残して退任した。だが最後に地元ラ・リオハの企業家集団にクラブを無責任に売却するという形で、跡を濁すことになった。何故なら、この後の4年間でログロニェスはプリメーラから一気にテルセーラまで一直線に転落の道をたどったからである。1996-97シーズンはログロニェスの歴史上、プリメーラで過ごした最後の1年間だった。最初の2シーズンはセグンダで持ちこたえていたが、まず1999-2000シーズンを20位で終え成績上の問題でセグンダBへ降格、そして同時に選手給与未払い問題の処分でテルセーラへ降格と、一度に二つ下のカテゴリーに突き落とされる悪夢を味わった。
債務超過と給与遅配に愛想をつかした選手たちが続々とクラブを後にした結果、ログロニェスは1999-2000シーズンのテルセーラ開幕まで残り1か月で、ゼロから選手をかき集めなければならないという緊急事態に陥った。だがシーズンが始まるとチームは好調で、昇格プレーオフではCDベサナ、セスタオ・リーベル・クルブ、CFフィゲルエラスとの昇格プレーオフを勝ち抜いてセグンダB昇格を決めた。2000年以来、毎年のようにシーズンオフの夏にクラブ消滅危機が取り沙汰されるようになっても、ログロニェスは前進し続けた。セグンダB2001-02シーズンは10位。そして2002-03シーズンは3位となり昇格プレーオフ進出を決めた。ファンたちはセグンダ昇格を夢見たが、カディスCFがログロニェス、FCバルセロナB、UDラス・パルマスを退けて昇格した。
続く2003-04シーズンは15位に沈み、さらに2004年7月31日、選手たちの給料遅配問題への処分から強制的にテルセーラ降格が決まってしまった。

### 2004-2009 ついに活動停止へ
2004-05シーズンは更に過酷なものとなった。ログロニェスはテルセーラで昇格プレーオフに進出することさえ出来なかった。だが2005-06シーズンはプレーオフへ駒を進め、ウニオン・モンタニェサ・エスコベドを破り、そしてC.D.ウニヴェルシダ・デ・サラゴサをラ・ロマレーダで退けてセグンダBへ昇格した。この時のお祭り騒ぎはまるでプリメーラに昇格したかのような大きなものだった。興奮を抑えられない約2,000人近い地元民は、サラゴサから帰ってきた選手たちを大量のファンと共にムリエタ橋の上でもみくちゃにして喜んだ。
2006-07、2007-08シーズンをセグンダBで過ごしたログロニェスだったが、2008年の8月にはまたしても財政問題で絶望の淵に突き落とされる。総額409,467ユーロにのぼる、選手達の契約コストに伴う負債問題で強制降格が検討された。セグンダB残留を訴えるログロニェス側に対し、スペインサッカー連盟は8月5日までに現金で支払うように命じたが、経営陣はこれを拒否。ログロニェスはテルセーラ降格処分を受け入れるしかなかった。
2008年8月27日、クラブの管財人はラ・リオハ州サッカー連盟と共に3つの銀行から約20万ユーロを調達し、負債と利息を返済。ログロニェスが引き続きテルセーラ加盟クラブとして登録できるよう努めた。11月5日、ハヴィエル・サンチェスがクラブを買収し、かつて彼の雇主であったフアン・オルテラーノ氏に与えた。だが2009年1月18日、ログロニェスの選手たちはこの新オーナーも給料支払いを怠っていることに抗議して、この日に予定されていた試合をボイコットした。この事件によりログロニェスはシーズン途中でテルセーラ・ディビシオンから除名され、5部相当(ラ・リオハ州においては最下層)のディビシオネス・レヒナレスへ強制降格処分となった。同年8月7日、ラ・リオハ州連盟は負債と未払い給与問題の解決の目途が立たないことを理由に、CDログロニェスの登録を抹消した。

## タイトル

### 国内タイトル
テルセーラ・ディビシオン : 6回
- 1943-44, 1958-59, 1965-66, 1969-70, 1977-78, 2000-01

### 国際タイトル
なし

## 過去の成績
- 2004-2005 テルセーラ・ディビシオン 3位
- 2005-2006 テルセーラ・ディビシオン 2位 昇格
- 2006-2007 セグンダ・ディビシオンB 14位
- 2007-2008 セグンダ・ディビシオンB 13位 財政上の問題により降格
- 2008-2009 テルセーラ・ディビシオン リタイア

## 歴代監督
- カルメロ・セドルン 1972
- ハビエル・イルレタ 1988-1989
- ダビド・ビダル 1990-1993
- ミゲル・アンヘル・ロティーナ 1992, 1996
- ビクトル・ムニョス 1997
- ビクトル・ムニョス 1997-1998
- フアン・セニョール 2003

## 歴代所属選手

### GK
- フアン・アロンソ 1946-1947
- シルヴィウ・ルング 1990-1991
- フレン・ロペテギ 1991-1994
- ホセ・マヌエル・オチョトレーナ 1994-1995, 1997-1998

### DF
- ウーゴ・デレオン 1987-1988
- オスカル・ルジェリ 1988-1989
- クリストバル・パラーロ 1989-1991
- ネルソン・グティエレス 1991-1993
- エンリケ・ロメロ 1992-1994
- ハビ・ナバーロ 1994-1995
- ボロ 1996-1999
- ボバン・バブンスキー 1999-2000

### MF
- ミゲル・ムニョス 1943-1944
- キケ・セティエン 1988-1992
- ホセ・イグナシオ 1993-1995
- 財前宣之 1996
- ナイム 1997-1999
- エドゥ・マンガ 1999-2000

### FW
- ギジェルモ・ゴロスティサ 1948-1949
- アントニオ・アルサメンディ 1988-1990
- マヌエル・サラビア 1988-1991
- マルコス・アロンソ 1989-1990
- アントン・ポルスター 1991-1992
- オレグ・サレンコ 1993-1994
- ルベン・ソサ 1996-1997